# Società Italiana di Bioinformatica
La Società Italiana di Bioinformatica (Bioinformatics ITalian Society, spesso abbreviato BITS) è un'organizzazione scientifica senza scopo di lucro, formata principalmente da ricercatrici, ricercatori, professoresse, e professori, atta alla diffusione della bioinformatica in Italia.

La società è stata fondata nel 2003 da alcuni scienziati italiani provenienti dai campi della biologia e dell'informatica, tra cui Manuela Helmer-Citterich e Giorgio Valle.

Una delle sue principali attività è l'organizzazione della conferenza annuale dei soci dell'associazione, chiamato BITS annual meeting, che si tiene ogni anno in una città diversa d'Italia.
La conferenza è aperta anche ai non soci che vogliono iscriversi all'organizzazione

L'ultima conferenza annuanle s'è tenuta a Trento (Trentino Alto-Adige) nel 2024, mentre la prossima edizione si terrà a Napoli (Campania) nel 2025.
Gli atti della conferenza annuale vengono solitamente pubblicati su riviste scientifiche internazionali come BMC Bioinformatics.

## Conferenze annuali
L'elenco delle conferenze annuali è riportato sul sito web dell'associazione.
Conferenze future:
- BITS Annual Meeting 2026, estate, Padova, Veneto, in programma, 23ª edizione (2ª edizione a Padova)
- BITS Annual Meeting 2025, 11-13 Giugno, Napoli, Campania, in programma, 22ª edizione (2ª edizione a Napoli)

Conferenze passate:
- BITS Annual Meeting 2024, 12-14 Giugno, Trento, Trentino-Alto Adige, 21ª edizione
- BITS Annual Meeting 2023, 21–23 Giugno, Bari, Puglia, 20ª edizione (2ª edizione a Bari)
- BITS Annual Meeting 2022, 27–29 Giugno Verona, Veneto, 19ª edizione
- BITS Annual Meeting 2021, 1–2 Luglio, virtuale, 18ª edizione (2ª edizione virtuale)
- BITS Annual Meeting 2020, 6–9 Giugno, virtuale, 17ª edizione
- BITS Annual Meeting 2019, 26–28 Giugno, Palermo, Sicilia, 16ª edizione
- BITS Annual Meeting 2018, 27–29 Giugno, Torino, Piemonte, 15ª edizione
- BITS Annual Meeting 2017, 5–7 Luglio, Cagliari, Sardegna, 14ª edizione (2ª edizione a Cagliari)
- BITS Annual Meeting 2016, 15–17 Giugno, Fisciano, Campania, 13ª edizione
- BITS Annual Meeting 2015, 3–5 Giugno, Milano, Lombardia, 12ª edizione (2ª edizione a Milano)
- BITS Annual Meeting 2014, 26–28 Febbraio, Roma, Lazio, 11ª edizione
- BITS Annual Meeting 2013, 21–23 Maggio, Udine, Friuli-Venezia Giulia, 10ª edizione
- BITS Annual Meeting 2012, 2–4 Maggio, Catania, Sicilia, 9ª edizione
- BITS Annual Meeting 2011, 20–22 Giugno, Pisa, Toscana, 8ª edizione
- BITS Annual Meeting 2010, 14–16 Aprile, Bari, Puglia, 7ª edizione
- BITS Annual Meeting 2009, 18–20 Marzo, Genova, Liguria, 6ª edizione
- BITS Annual Meeting 2008, 22–26 Settembre, Cagliari, Sardegna, 5ª edizione
- BITS Annual Meeting 2007, 26–28 Aprile, Napoli, Campania, 4ª edizione
- BITS Annual Meeting 2006, 28–29 Aprile, Bologna, Emilia-Romagna, 3ª edizione
- BITS Annual Meeting 2005, 17–19 Marzo, Milano, Lombardia, 2ª edizione
- BITS Annual Meeting 2004, 26–27 Marzo, Padova, Veneto, 1ª edizione